# Isoflora
In senso squisitamente tecnico, l'Isoflora è una linea immaginaria tracciata su una carta geografica (una linea isometrica) che unisce i punti che su quella carta racchiudono, delimitandole, le aree nel cui territorio sono presenti le stesse specie botaniche.
Un'isoflora può servire dunque per determinare a che latitudine si trovino determinate piante; tuttavia sono diversi i fattori che possono intervenire a fissare oppure ad alterare la presenza di alcune specie botaniche in determinati luoghi, potenziando talune peculiarità o creando anomalie nell’isoflora locale: esemplificando, climi locali molto particolari, come quello ligure in Italia, molto soleggiato e mite pur trovandosi nel nord del paese, possono far riscontrare anomalie nell'isoflora. Un caso simile può essere riscontrato dall'isoflora degli agrumi e delle palme: in entrambi i casi, mentre la normalità sarebbe che essi si trovassero nelle regioni più meridionali d'Italia, la presenza degli stessi in Liguria fa innalzare notevolmente l'isoflora.
Se ne deduce che - nell'ottica di rappresentare i diversi elementi botanici come entità non distaccate dal contesto di volta in volta geografico o climatico, ma anche storico, culturale o antropologico in cui si inseriscono - sia inevitabile che le isoflore finiscano per determinare la complessità dei territori indicati.